# These Immortal Souls
These Immortal Souls (рус. Эти бессмертные души) — австралийская блюз-рок-группа, существовавшая с конца 1980-х до конца 1990-х.

## История
Группа These Immortal Souls появилась в Берлине в 1987 году, когда Crime and the City Solution покинули гитарист Роланд С. Говард, его брат басист Гарри Говард и ударник Кевин Пол Годфри. К ним присоединилась клавишница Женевьева МакГаккин, а место у микрофона занял старший Говард. Первый сингл Marry Me (Lie! Lie!) вышел в том же году, на лейбле Mute Records, сразу же за ним последовал студийный альбом Get Lost (Don’t Lie). Группа отправилась в тур по Европе, включая Нидерланды, Бельгию, Германию, Австрию, Францию, Скандинавию и Великобританию. Также состоялись 35-дневные гастроли по Америке, в ходе которых SST Records издал Get Lost (Don’t Lie) для американских слушателей. Тогда же вышел альбом Лидии Ланч Honeymoon in Red, в записи которого приняли участие все бывшие члены The Birthday Party: Ник Кейв, Мик Харви, Роланд С. Говард и Трейси Пью, а также Женевьева МакГаккин и Тёрстон Мур из Sonic Youth.
В 1991 году участники группы вновь сотрудничали с Лидией Ланч. В дуэте с Роландом вышел альбом Shotgun Wedding, музыкант также участвовал в туре в поддержку, вместе с братом Гарри и Крисом Хьюзом. Год спустя вышел второй сингл These Immortal Souls King Of Kalifornia и, вслед за ним, второй альбом I’m Never Gonna Die Again. Вышло два музыкальных видео, на песни «Marry Me (Lie! Lie!)» и «King Of Kalifornia». Группа дважды появилась на трибьют-альбомах: Элису Куперу (Sub Pop Alice Cooper Tribute, песня «Luney Tune») и Тому Уэйтсу (Step Right Up: The Songs Of Tom Waits, песня «You Can’t Unring a Bell»). После возвращения в Австралию в 1995 году, коллектив прекратил активную деятельность и стал давать лишь отдельные концерты. 5 ноября 1997 года ударник Кевин Пол Годфри был найден мёртвым в своей квартире в Лондоне. Причину смерти не удалось установить, несмотря на вскрытие. 23 июля 1998 года в Мельбурне группа дала свой последний концерт, неполным составом. 30 декабря 2009 года умер Роланд Стюарт Говард.

## Дискография
- Marry Me (Lie! Lie!) (сингл, 1987)
- Get Lost (Don’t Lie) (1987)
- King Of Kalifornia (сингл, 1992)
- I’m Never Gonna Die Again (1992)

Участие в трибьютах
- Sub Pop Alice Cooper Tribute (1991)
- Step Right Up: The Songs Of Tom Waits (1995)

## Состав
- Роланд С. Говард — вокал, гитара
- Женевьева МакГаккин — фортепиано, клавишные
- Гарри Говард — бас-гитара
- Кевин Пол Годфри — барабаны
- Крейг Уильямсон — второй барабанщик, в записи альбомов не участвовал
- Спенсер П. Джонс — второй гитарист, в записи альбомов не участвовал